# Varšavská smlouva
Varšavská smlouva (oficiálně Smlouva o přátelství, spolupráci a vzájemné pomoci) byl vojenský pakt osmi evropských zemí východního bloku, existující v letech 1955 až 1991.

## Členské státy
- Albánská lidová republika (do roku 1968)
- Bulharská lidová republika
- Československá republika (od roku 1960 Československá socialistická republika)
- Maďarská lidová republika (v roce 1956 odchod z Varšavské smlouvy, ale po potlačení maďarského povstání donuceno zůstat členem)
- Německá demokratická republika (od roku 1956)
- Polská lidová republika
- Rumunská socialistická republika
- Svaz sovětských socialistických republik

## Vznik, vývoj a zánik

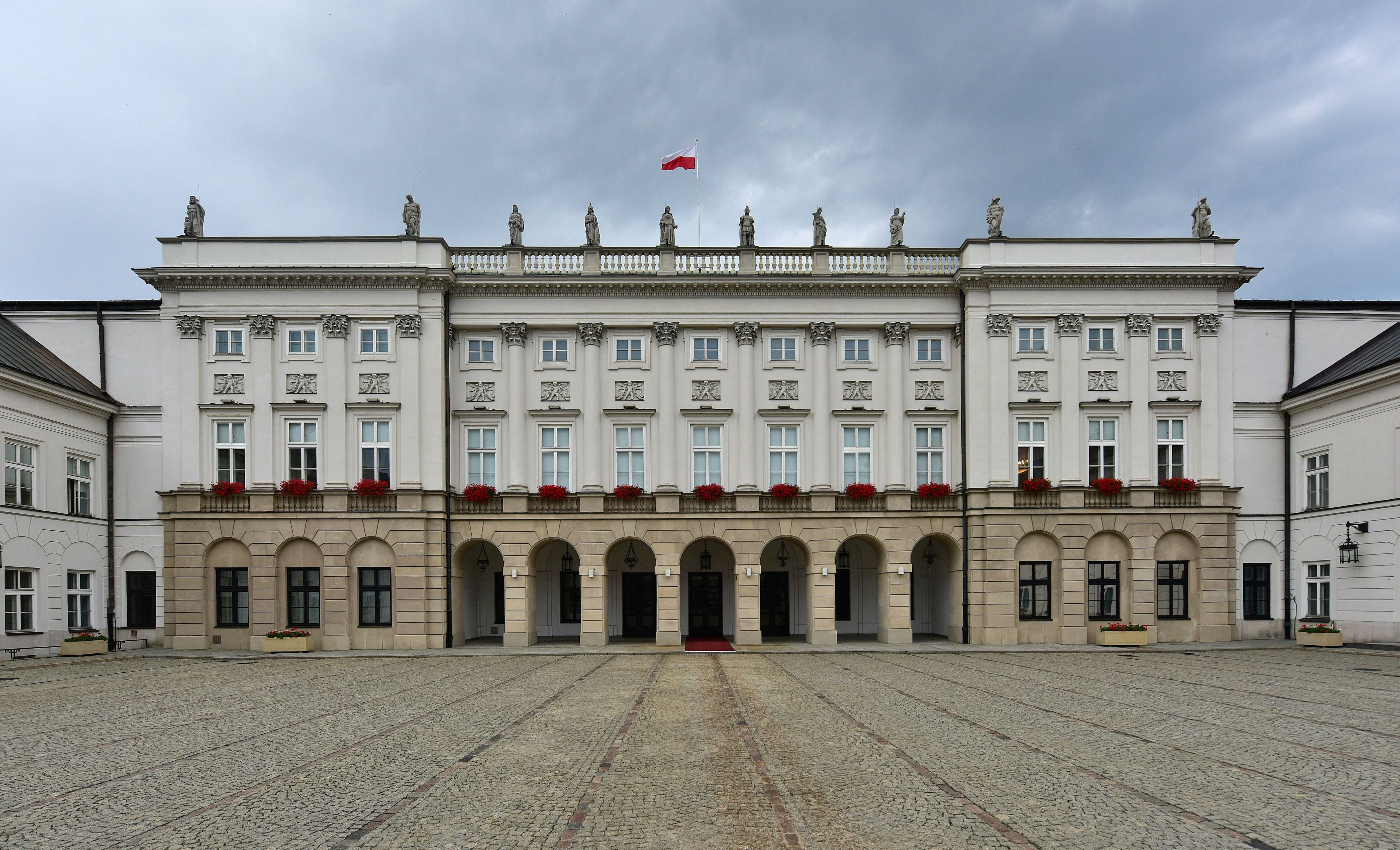
Palác Koniecpolských ve Varšavě, ve kterém byla smlouva podepsána

Státy střední a východní Evropy se začaly vojensky propojovat již v průběhu druhé světové války. V letech 1943 až 1949 bylo mezi státy pozdějšího vojenského bloku uzavřeno celkem 23 bilaterálních smluv. V prvních letech po válce tak vznikl nejvíce propojený spojenecký systém studené války. Do armádních štábů všech států byli dosazeni sovětští důstojníci, což mělo mimo jiné zajistit loajalitu a jednotu, fakticky však armády podléhaly místnímu velení. Ve všech státech s výjimkou Československa zůstaly od konce války významné sovětské jednotky. Z vojenského hlediska se tak hranice Sovětského svazu posunuly asi 1000 km na západ.
Vznikl na základě Smlouvy o přátelství, spolupráci a vzájemné pomoci podepsané 14. května 1955 Albánií, Bulharskem, Československem, Maďarskem, NDR, Polskem, Rumunskem a SSSR ve Varšavě. Tím byla formálně zrušena autonomie národních armád, které se staly součástí Spojených ozbrojených sil pod sovětským velením.
Formálně byl reakcí na zřízení Západoevropské unie a Pařížské dohody umožňující vstup Západního Německa do NATO.
Při Maďarském povstání v roce 1956 vyhlásil maďarský premiér Imre Nagy odchod z Varšavské smlouvy a vyhlášení neutrality země, ale po krvavém potlačení povstání bylo Maďarsko Sovětským svazem donuceno zůstat členem aliance.
Smlouva byla uzavřena na 20 let s automatickým prodloužením o 10 let pro státy, které ji rok před uplynutím lhůty nevypoví. Albánie se přestala zúčastňovat činnosti Varšavské smlouvy v roce 1962 a 13. září 1968 ji na protest proti invazi armád pěti členských zemí do Československa vypověděla. Invaze se nezúčastnilo rovněž Rumunsko.
V květnu 1985 byla smlouva prodloužena o dalších 20 let, avšak po rozpadu sovětského impéria a zániku NDR byla rozpuštěna. Nejprve bylo 25. února 1991 na mimořádné schůzce Politického poradního výboru v Budapešti rozhodnuto o rozpuštění vojenských struktur Varšavské smlouvy. Československo pak navrhlo úplné ukončení platnosti smlouvy, které ostatní členové přijali a příslušný protokol zástupci vlád šesti zbývajících členů podepsali na schůzce výboru 1. července 1991 v Praze v Černínském paláci.
Po rozpadu Sovětského svazu založilo v roce 1992 několik bývalých sovětských republik nový vojenský pakt Organizace Smlouvy o kolektivní bezpečnosti.

## Činnost

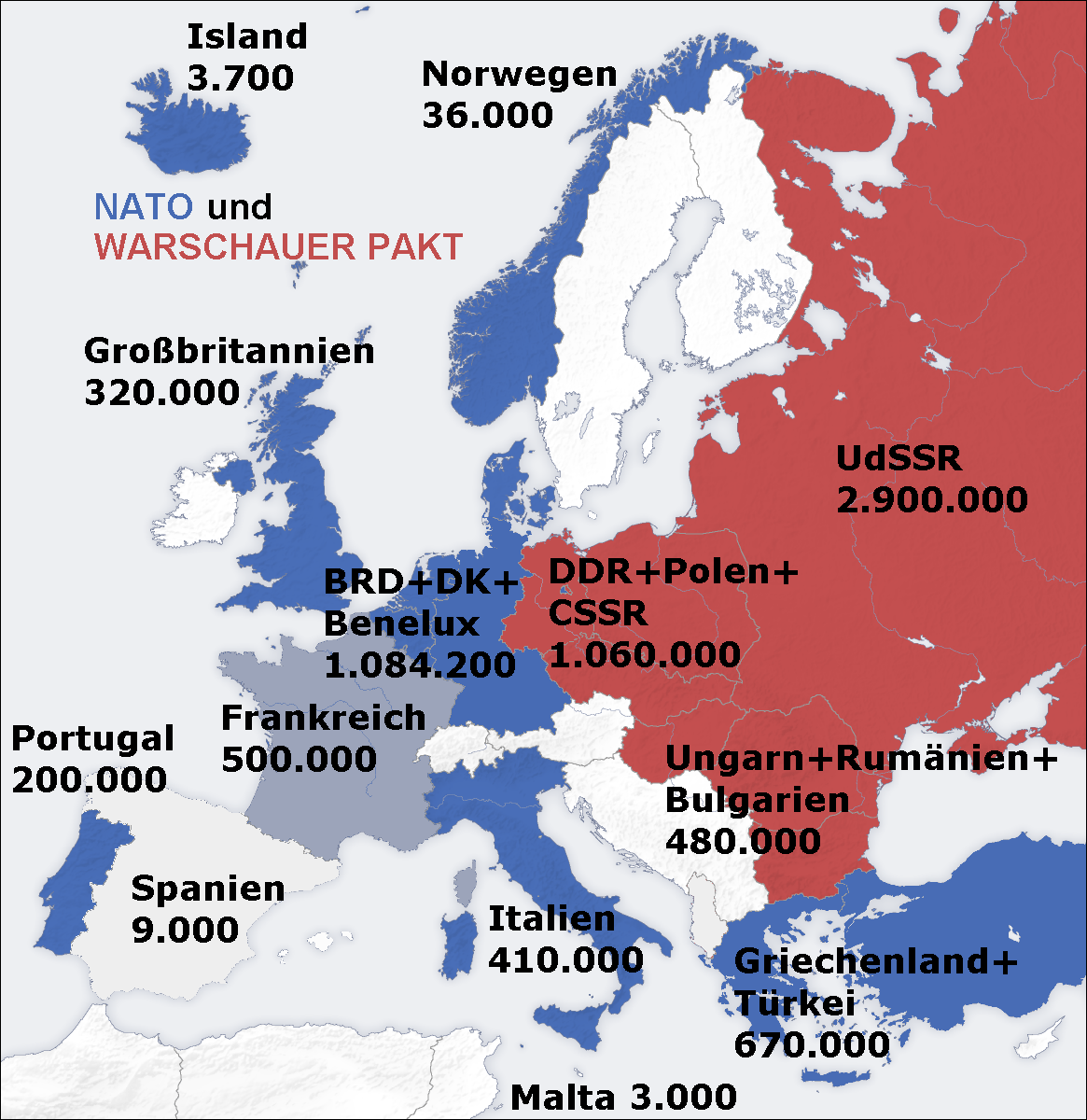
Státy Varšavské smlouvy a NATO (bez USA a Kanady) v roce 1973, včetně statistiky počtu ozbrojených sil.

Cílem Varšavské smlouvy bylo podřídit armády členských států sovětskému velení, legitimizovat pobyt sovětských vojsk na území některých členských států, koordinace politiky a vytvoření systému kolektivní bezpečnosti v Evropě, resp. spolupráce ve vojenské oblasti při společné obraně socialismu, suverenity a nezávislosti, a také vytvoření protipólu k severoatlantickému paktu. Nejvyšším politickým orgánem Varšavské smlouvy byl oficiálně Politický poradní výbor složený z nejvyšších stranických a státních představitelů členských zemí. V praxi však direktivy Spojenému velení a štábu Spojených ozbrojených sil přicházely z Kremlu.
Velení sídlilo v Moskvě a v jeho čele stáli pouze sovětští vojenští představitelé. Zástupci ozbrojených sil ostatních států byli pouze styčnými důstojníky, přinášejícími instrukce sovětského velení. Otázky strategie a taktiky v obecné rovině neřešilo velení a štáb spojených ozbrojených sil Varšavské smlouvy, nýbrž generální štáb sovětských ozbrojených sil.
Jediná vojenská operace všech členů Varšavské smlouvy (mimo Rumunska a Albánie) byla invaze vojsk do Československa 21. srpna 1968.
Demonstrace připravenosti a síly byla prováděna lokálnímí i mezinárodními cvičeními, zejména ve státech sousedících se zeměmi NATO. Stručný výčet: Vitr 1962, Družba 1968, Taran 1970, Družba 1979, Družba 1982, Štít 1984 (největší – cca 60.000 vojáků), Družba 1986, Družba 1989.
Varšavská smlouva se navenek tvářila jako obranný pakt, ale v dochovaných operačních plánech se od 50. let 20. století počítalo s rychlou likvidací útoku NATO a následným přechodem do protiútoku a obsazením západní Evropy během několika týdnů za podpory jaderných taktických zbraní. Tyto útočné operace byly většinově opuštěny v nové revizi operačního plánu vypracovaného v roce 1989. Po Sametové revoluci byly před podpisem tohoto plánu Václavem Havlem všechny zbývající pasáže o přechodu do protiútoku proti NATO začerněny a Havel rukou dopsal dovětek, že jde o plán pro případ stěží představitelného útoku NATO proti Varšavské smlouvě.

## Velitelé Varšavské smlouvy
Hlavními veliteli Varšavské smlouvy byli maršálové Sovětského svazu:
- 1955–1960 Ivan Stěpanovič Koněv
- 1960–1967 Andrej Antonovič Grečko
- 1967–1976 Ivan Ignaťjevič Jakubovskij
- 1977–1986 Viktor Georgijevič Kulikov
- 1986–1991 Nikolaj Vasiljevič Ogarkov

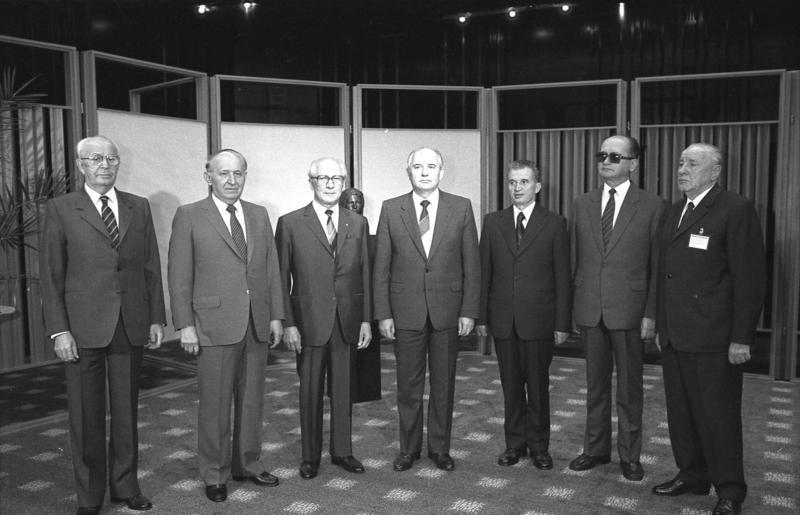
Fotografie ze sjezdu vůdců států Varšavské smlouvy v roce 1987 (zleva): Gustáv Husák, Todor Živkov, Erich Honecker, Michail Sergejevič Gorbačov, Nicolae Ceauşescu, Wojciech Jaruzelski a János Kádár.

## Porovnání sil NATO a Varšavské smlouvy v Evropě
|                                                | odhad NATO | odhad NATO        | odhad Varšavské smlouvy | odhad Varšavské smlouvy |
| Druh                                           | NATO       | Varšavská smlouva | NATO                    | Varšavská smlouva       |
| Osoby                                          | 2,213,593  | 3,090,000         | 3,660,200               | 3,573,100               |
| Bojová letadla                                 | 3,977      | 8,250             | 7,130                   | 7,876                   |
| Bitevní letouny                                | NA         | NA                | 4,075                   | 2,783                   |
| Vrtulníky                                      | 2,419      | 3,700             | 5,720                   | 2,785                   |
| Odpalovací zařízení taktických raket           | NA         | NA                | 136                     | 1,608                   |
| Tanky                                          | 16,424     | 51,500            | 30,690                  | 59,470                  |
| Protitankové zbraně                            | 18,240     | 44,200            | 18,070                  | 11,465                  |
| Bojová vozidla pěchoty                         | 4,153      | 22,400            | 46,900                  | 70,330                  |
| Ostatní obrněná vozidla                        | 35,351     | 71,000            |                         |                         |
| Dělostřelectvo                                 | 14,458     | 43,400            | 57,060                  | 71,560                  |
| Mostní tanky                                   | 454        | 2,550             |                         |                         |
| Systémy protivzdušné obrany                    | 10,309     | 24,400            |                         |                         |
| Ponorky                                        |            |                   | 200                     | 228                     |
| Ponorky (jaderné)                              |            |                   | 76                      | 80                      |
| Velká hladinová plavidla                       |            |                   | 499                     | 102                     |
| Letadlové lodě                                 |            |                   | 15                      | 2                       |
| Lodě vyzbrojené střelami s plochou dráhou letu |            |                   | 274                     | 23                      |
| Výsadkové lodě                                 |            |                   | 84                      | 24                      |

Vysvětlivky
1. ↑  zdroj: Conventional Forces in Europe: The Facts, November, 1988
2. ↑  zdroj: Warsaw Pact Releases Figures on Force Strengths, Foreign Broadcast
Information Service: Soviet Union, January 30, 1989, strany 1-8
3. ↑  pozemní vojsko včetně protivzdušné obrany, nezahrnuje námořnictvo, letectvo a polovojenské jednotky
4. ↑  veškeré ozbrojené síly v Evropě a přilehlých vodách
5. ↑  bombardéry, stíhací bombardéry, letadla pro pozemní útoky ve frontové linii (taktické)
6. ↑  nezahrnuje 180 kusů ve skladištích
7. ↑  hlavní bojové tanky, nezahrnuje 5800 tanků ve skladištích
8. ↑  všechny typy tanků
9. ↑  odpalovací zařízení protitankových řízených střel, včetně ručních, nezahrnuje 2700 protitankových zbraní ve skladištích
10. ↑  protitankové raketové komplexy včetně přenosných
11. ↑  Marder, AMX-IOP, M-2 (Bradley) a YPR-765 (25 mm) pro NATO (nezahrnuje 575 AIFV ve skladištích) a BMP-1/2 a BMDI pro VS
12. ↑  bojová vozidla pěchoty a obrněné transportéry, nezahrnuje lehké tanky
13. ↑  lehké tanky, obrněné transportéry a další obrněná vozidla nezahrnutá v předchozí kategorii, není zahrnuto 7560 obrněných vozidel ve skladištích
14. ↑  dělostřelectvo, minomety a raketomety ráže 100 mm a více, není zahrnuto 2870 děl ve skladištích
15. ↑  salvové raketomety, dělostřelectvo ráže 75 mm a více, minomety ráže 50 mm a více
16. ↑  mostní konstrukce, které jsou pevnou součástí obrněných vozidel, nezahrnuje 160 kusů ve skladištích

## Odznaky

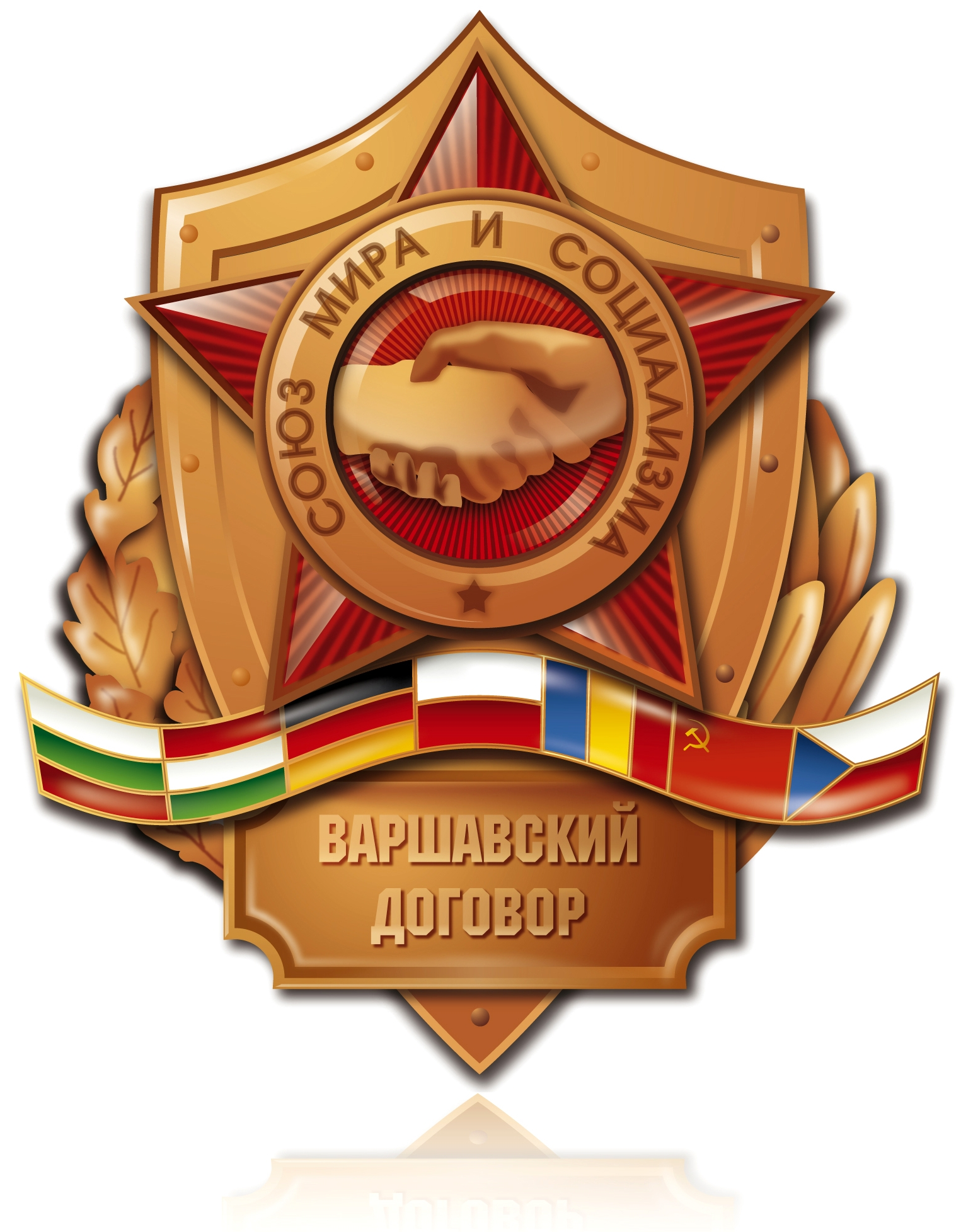
Svaz míru a socialismu
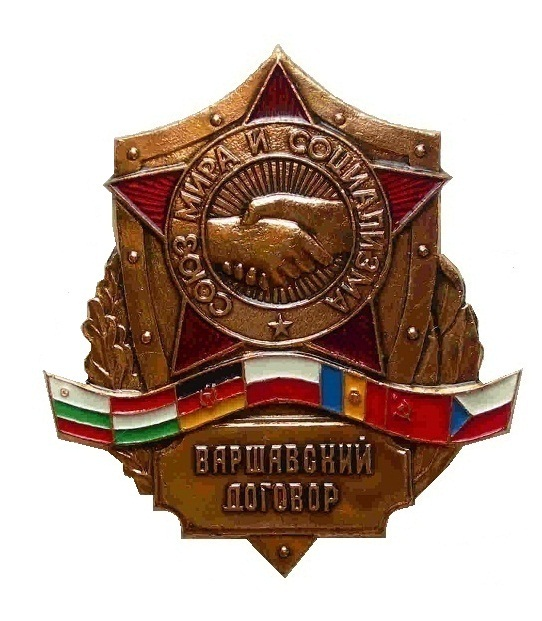
Odznak Svazu míru a socialismu
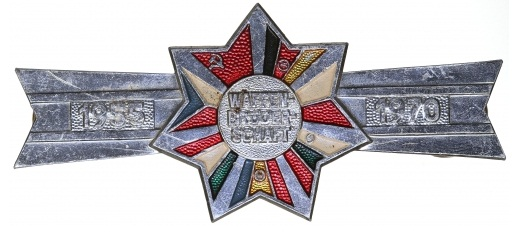
Bratři ve zbrani (1970)
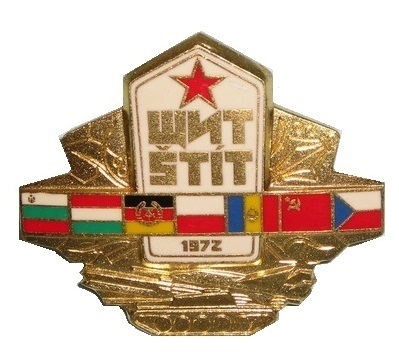
Společné cvičení Štít 72 v Československu
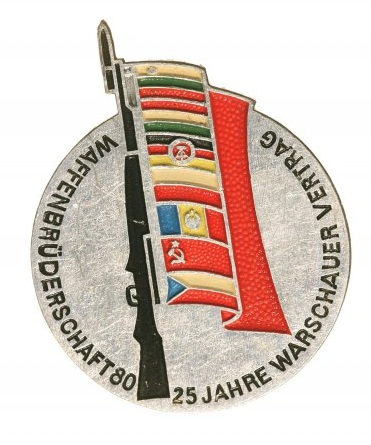
25 let Varšavské smlouvy (1980)
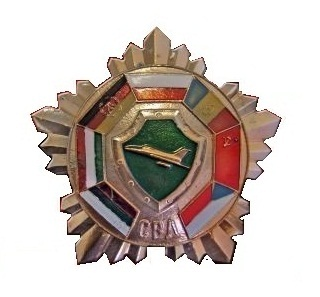
Letecké síly Varšavské smlouvy
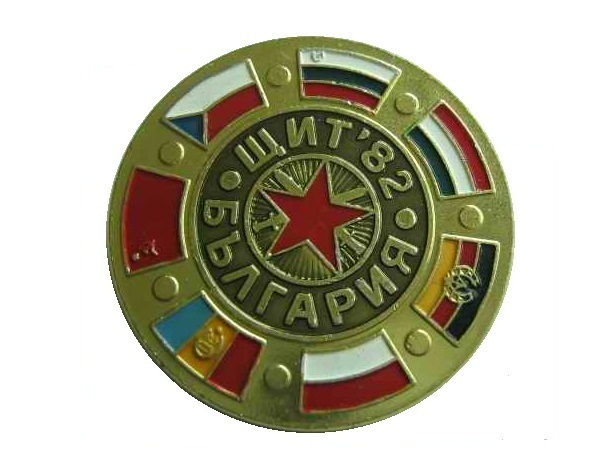
Společné cvičení Štít 82 v Bulharsku
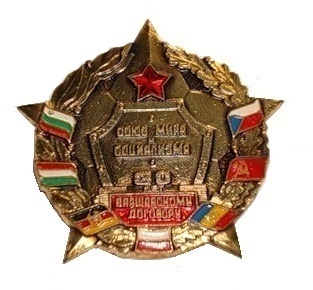
30 let Varšavské smlouvy (1985)